# Grobiņa
Grobiņa (dawn. niem. Grobin) – miasto na Łotwie, 12 km od Lipawy, siedziba novadsu Kurlandia Południowa, a w latach 2009–2021 stolica novadsu Grobiņa. Około 4318 mieszkańców (2004).
W średniowieczu wybudowano tu murowany zamek kawalerów mieczowych. W październiku 1659 roku w pobliżu obozu wojsk polskich zginął tragicznie rotmistrz husarski Samuel Komorowski.